# Angel of the Canyons
Pour plus de détails, voir Fiche technique et Distribution.
Angel of the Canyons est un film muet américain réalisé par Allan Dwan et sorti en 1913.

## Fiche technique
- Réalisation : Allan Dwan
- Date de sortie : 
  - États-Unis : 12 mai 1913

## Distribution
- J. Warren Kerrigan : Jim Beverley
- Pauline Bush : Pauline
- Jack Richardson : Bill Hogan
- Jessalyn Van Trump : Madge
- Violet Knights : Carrie
- Louise Lester